# Władysław Jarema
Władysław Jarema (ur. 24 grudnia 1896 we Lwowie zm. 28 marca 1976 w Krakowie) – polski aktor, reżyser teatru lalek.

## Życiorys
Urodził się w rodzinie Józefa, adwokata, i Stefanii ze Śmigielskich. Pochodził z artystycznej rodziny: matka ukończyła konserwatorium i uczyła gry na pianinie, siostra Maria została awangardową rzeźbiarką i malarką, a brat Józef po studiach malarskich w Krakowie założył eksperymentalny teatr Cricot. Ukończył VII Gimnazjum Filologiczne we Lwowie, podjął studia architektoniczne, których nie ukończył. W latach 1914–1917 walczył w Legionach, brał udział w obronie Lwowa oraz w wojnie z bolszewikami. W 1918 ukończył Szkołę Dramatyczną przy Konserwatorium Muzycznym we Lwowie. W latach 1920–1922 występował w Teatrze Miejskim w Łodzi, w latach 1922–1924 w zespole Henryka Czarneckiego w Sosnowcu, w sezonie 1924/25 na scenach teatrów w Sosnowcu i Katowicach; także reżyserował, a pod koniec sezonu kierował wspólnie z Kazimierzem Opalińskim zrzeszeniem aktorskim w Sosnowcu. W kwietniu i czerwcu 1924 występował gościnnie w Wilnie. W sezonie 1925/26 należał do zespołu Teatru Miejskiego w Płocku. W lecie 1927 brał udział w występach objazdowych, m.in. w Płocku i Kaliszu.W latach 1928–1932 przebywał w Paryżu, gdzie pracował jako robotnik w zakładach samochodowych Citroën i Renault i równocześnie uczył się aktorstwa w teatrze Vieux Colombier. W październiku 1932 powrócił do Warszawy. Ze względu na chorobę serca wycofał się z pracy artystycznej. Od grudnia 1935 pracował jako urzędnik w Wydziale Propagandy Wojskowego Instytutu Naukowo-Oświatowego. W 1937 podjął współpracę z krakowskim teatrem Cricot, w którym był aktorem i reżyserem oraz konferansjerem w „cricotowej” Warszawskiej Szopce Politycznej.
Od grudnia 1939 do sierpnia 1941 był dyrektorem i kierownikiem artystycznym Państwowego Polskiego Teatru Lalek Białorusi Zachodniej w Grodnie, który założył wraz z żoną Zofią. W 1941 powrócił wraz z żoną do Warszawy, po powstaniu warszawskim został osadzony w obozie koncentracyjnym w Stutthofie, następnie w obozie pracy Alt Vorwerk k. Grudziądza, skąd uciekł w październiku 1944.
W 1945 zamieszkał w Krakowie, gdzie wraz z żoną założył Teatr Lalki, Maski i Aktora Groteska. W latach 1950–1951 był kierownikiem artystycznym Teatru Lalka. W latach 1954–1964 był profesorem i dziekanem Wydziału Lalkarskiego krakowskiej PWST. W Teatrze Telewizji wyreżyserował Igraszki z diabłem (1966). Już jako emeryt pojawił się kilkakrotnie w filmie w rolach epizodycznych.
„Był pionierem nowoczesnego teatru lalek w Polsce, traktowanego jako pełnoprawny dział sztuki teatralnej, o dużych ambicjach artystycznych, przeznaczony nie tylko dla widowni dziecięcej. W prowadzonym przez niego teatrze aktor (występujący w masce) był partnerem lalki. Teatr maski nazwał Jarema nową, współczesną, niewiele mającą wspólnego z maską w znaczeniu antyku czy okresów późniejszych, naszą, wyłącznie polską formą teatru maski”.
Zmarł w Krakowie, pochowany na cmentarzu Rakowickim (kwatera XX-17-28).

## Filmografia
- 1971 – Bicie serca (tv) jako starzec
- 1970 – Romantyczni jako lokaj Napoleon
- 1970 – Wielkanoc (etiuda)
- 1969 – Struktura kryształu jako dziadek
- 1965 – Śmierć prowincjała (etiuda)

## Ordery i odznaczenia
- Złoty Krzyż Zasługi (22 lipca 1952)[6]
- Medal 10-lecia Polski Ludowej (28 lutego 1955)[7]

## Nagrody
- nagroda Prezesa Rady Ministrów za twórczość dla dzieci i młodzieży (1954)[8]
- Nagroda Państwowa II stopnia za działalność inscenizatorsko-reżyserską w teatrze lalek w minionym 10-leciu (1955)[9]
- nagroda i srebrny medal na II Międzynarodowym Festiwalu Teatrów Lalek w Bukareszcie za opracowanie sztuk K.I. Gałczyńskiego Gdyby Adam był Polakiem, intermedium z Nocy Cudów i Orfeusza w piekle oraz Cyrku Tarabumba Miklaszewskiego i Jaremy (1958)[8]